# 石川智晶
石川 智晶（いしかわ ちあき、1969年3月29日 - ）は、日本のシンガーソングライター、作詞家、作曲家。
東京都出身。血液型はAB型。旧芸名に石川 千亜紀・知亜紀、Somali（ソマリ）がある。音楽ユニット「See-Saw」のボーカリストとしての活動をはじめ、ソロ活動や他のアーティストへの楽曲提供なども行っている。

## 経歴
石川と梶浦由記との音楽ユニット「See-Saw」のボーカルとして「石川千亜紀」名義で歌手デビュー。1995年から2001年のSee-Saw活動休止中は「ソマリ」名義でソロ活動も行う。
2001年のSee-Saw活動再開後、『機動戦士ガンダムSEED』エンディング曲「あんなに一緒だったのに」、『機動戦士ガンダムSEED DESTINY』エンディング曲「君は僕に似ている」では作詞を担当。
2003年に「石川知亜紀」に芸名を改め、ソロ活動を本格的に再開する。全曲自身の作詞・作曲によるオリジナル・アルバム『Inner Garden』をリリース。
2005年頃に現在の芸名に再度改め、以降はシンガーソングライターとしてソロ活動を中心に行う。
2006年頃にビクターエンタテインメントに移籍し、1stシングル『美しければそれでいい』をリリース。
2006年以降、「Animelo Summer Live」や「アニうた KITAKYUSHU」といったアニメソングライブへの出演や、広州・香港・上海などの中国都市でのコンサートを行う。
2007年には「アニメエキスポ」にゲストとして招待される。
2008年には5thシングル『Prototype』がオリコン週間シングルチャート3位を記録。
2011年に「不完全燃焼」のPVがYouTubeにおいて2ヶ月で50万PVを突破し、アニメ部門シングル賞を受賞。
2013年以降は日本国内でのワンマンライブも本格的に行うようになる。
2014年のミニアルバム『前夜』からはレーベルを自身のプライベート・レーベル「MATERIAL WORLD」に切り替えた。
2016年、2017年には香港・上海・広州・北京でライブを開催した。
2019年3月1日、「アンインストール」が平成アニソン大賞の作詞賞（2000年 - 2009年）に選出された。
2019年12月15日、東京国際フォーラムでSee-Sawとして17年ぶりの単独ライブ『See-Saw LIVE Dream Field 2019』を開催。
2021年10月6日、4年ぶりとなるミニアルバム『理由がないのが理由』をリリース。
2024年1月24日、See-sawとして『機動戦士ガンダムSEED FREEDOM』のエンディングテーマ、『去り際のロマンティクス』をリリース。

## ディスコグラフィ

### シングル
|            | リリース       | タイトル                       | 規格品番   | 最高位     |
| 石川知亜紀 | 石川知亜紀     | 石川知亜紀                     | 石川知亜紀 | 石川知亜紀 |
| ---------- | -------------- | ------------------------------ | ---------- | ---------- |
| 1st        | 2004年2月4日   | Like an angel/雨の日に恋をした | IOCD-11048 |            |
| 石川智晶   |                |                                |            |            |
| 1st        | 2006年4月19日  | 美しければそれでいい           | VICL-35991 | 34位       |
| 2nd        | 2007年3月21日  | 涙                             | ANCL-30001 | 158位      |
| 3rd        | 2007年6月13日  | アンインストール               | VICL-36284 | 13位       |
| 4th        | 2007年11月21日 | 1/2（はんぶん）                | VTCL-35009 | 58位       |
| 5th        | 2008年12月3日  | Prototype                      | VTCL-35055 | 3位        |
| 6th        | 2009年7月29日  | First Pain                     | VTCL-35061 | 45位       |
| 7th        | 2010年8月4日   | 逆光                           | VTCL-35087 | 32位       |
| 8th        | 2010年10月6日  | もう何も怖くない、怖くはない   | VTCL-35099 | 18位       |
| 9th        | 2011年7月27日  | 不完全燃焼/スイッチが入ったら  | VTCL-35107 | 19位       |
| 10th       | 2013年4月17日  | サヨナラっていう               | THCS-60001 | 42位       |

### アルバム

#### オリジナルアルバム
|            | リリース      | タイトル                         | 規格品番                                | 最高位 |
| ソマリ     | ソマリ        | ソマリ                           | ソマリ                                  | ソマリ |
| ---------- | ------------- | -------------------------------- | --------------------------------------- | ------ |
| 1st        | 1999年6月23日 | マグノリア                       | CRCH-10010                              |        |
| 石川知亜紀 |               |                                  |                                         |        |
| 1st        | 2003年12月3日 | Inner Garden                     | IOCD-11047                              | 231位  |
| 石川智晶   |               |                                  |                                         |        |
| 1st        | 2007年8月22日 | 僕はまだ何も知らない。           | VIZL-250（初回盤） VICL-62472（通常盤） | 28位   |
| 2nd        | 2009年9月30日 | 誰も教えてくれなかったこと       | VTCL-60140                              | 28位   |
| 3rd        | 2012年4月25日 | この世界を誰にも語らせないように | VTCL-60293                              | 24位   |
| 4th        | 2015年9月16日 | 物語の最初と最後はいらない       | DDCZ-2034                               | 40位   |

#### ミニアルバム
|     | リリース      | タイトル                   | 規格品番  | 最高位 |
| --- | ------------- | -------------------------- | --------- | ------ |
| 1st | 2014年3月5日  | 前夜                       | DDCZ-1940 | 52位   |
| 2nd | 2014年10月8日 | 私のココロはそう言ってない | DDCZ-1967 | 43位   |
| 3rd | 2017年3月8日  | スワンの夢が意味するものは | DDCZ-2139 | 78位   |
| 4th | 2021年10月6日 | 理由がないのが理由         | DDCZ-2281 |        |

#### 配信限定
・終盤のシークエンス（2019年6月19日配信開始／ミニアルバム『理由がないのが理由』収録に伴い配信終了）

### 映像作品
|     | リリース      | タイトル  | 規格品番 |
| --- | ------------- | --------- | -------- |
| 1st | 2009年8月19日 | OWN WRITE | VTBL-6   |

### 参加作品
| リリース       | アーティスト                         | タイトル                                           | 参加曲                          | 規格品番   |
| -------------- | ------------------------------------ | -------------------------------------------------- | ------------------------------- | ---------- |
| 2006年04月26日 | V.A.                                 | 6人の女性と2人の男性による、純愛的なアルバム～春～ | 最後の日                        | BBRT1001   |
| 2006年06月09日 | Animelo Summer Live 2006 -OUTRIDE-   | Animelo Summer Live 2006 -OUTRIDE-                 | OUTRIDE                         | GNCA-0031  |
| 2008年7月23日  | Animelo Summer Live 2008 -Challenge- | Animelo Summer Live 2008 -Challenge-               | Yells 〜It's a beautiful life〜 | EVCS-1003  |
| 2009年06月24日 | Animelo Summer Live 2009 -RE:BRIDGE- | Animelo Summer Live 2009 -RE:BRIDGE-               | RE:BRIDGE ～Return to oneself～ | DWCS-1001  |
| 2010年6月23日  | Animelo Summer Live 2010 -evolution- | Animelo Summer Live 2010 -evolution-               | Evolution ～for beloved one～   | DGES-10003 |
| 2012年11月21日 | V.A.                                 | ANOTHER SOUND OF 009 RE:CYBORG                     | 誰がために                      | VPCG-84932 |
| 2013年05月01日 | Project Yamato 2199                  | 宇宙戦艦ヤマト                                     | 宇宙戦艦ヤマト                  | LACM-14070 |
| 2019年12月11日 | Minus(-)                             | C                                                  | 内側に向かう                    | AVCD-96394 |
| 2019年12月11日 | Minus(-)                             | C                                                  | この話の続きが聞きたいか        | AVCD-96394 |
| 2019年12月11日 | Minus(-)                             | C                                                  | ツバメ                          | AVCD-96394 |
| 2019年12月11日 | Minus(-)                             | C                                                  | Glass work                      | AVCD-96394 |
| 2019年12月11日 | Minus(-)                             | C                                                  | ヨハネインザダーク              | AVCD-96394 |

### 劇伴音楽
- 神様ドォルズ（2011年）※西田マサラと共同
- 幻想水滸伝（PSP用RPG主題歌）(2012年)「The Giving Tree」

### 書籍
- Not Enough（2009年7月29日発売）

### 楽曲提供
| 提供アーティスト                            | タイトル                                 | 作詞 | 作曲 |
| ------------------------------------------- | ---------------------------------------- | ---- | ---- |
| 遠藤由実                                    | 信じて                                   | ○    |      |
| 影山ヒロノブ                                | 僕たちのスタート                         | ○    | ○    |
| 木氏沙織                                    | blast of wind                            | ○    |      |
| キラ・ヤマト（保志総一朗）                  | 今、この瞬間がすべて                     | ○    |      |
| 工藤亜紀                                    | MIND GAME                                | ○    |      |
| 工藤亜紀                                    | 今日は昨日の明日                         | ○    |      |
| 工藤亜紀                                    | たからもの                               | ○    |      |
| 千葉紗子                                    | ダイヤの原石（※梶浦由記との共作）        | ○    |      |
| 茅原実里                                    | この世界のモノでこの世界の者でない       | ○    |      |
| 永作博美                                    | 逢いにきて（※歌詞は黒部真弓との共作）    | ○    | ○    |
| 引田香織                                    | 手の中の永遠                             | ○    |      |
| hibiku                                      | 冷たい月の下でなければ響かない           | ○    |      |
| 吉野裕行 come across アレルヤ・ハプティズム | 太陽／After image                        | ○    | ○    |
| 米倉千尋                                    | 12番目の‥                                | ○    | ○    |
| 真島太一（宮野真守）                        | 何度も生まれては消えていく雪のようなもの | ○    |      |
| 沼倉愛美                                    | Strawberry pain                          | ○    | ○    |
| 大倉明日香                                  | Prime number 〜君と出会える日〜          | ○    |      |
| 昆夏美                                      | 私は想像する                             | ○    | ○    |
| 昆夏美                                      | ココロ                                   | ○    | ○    |
| 高垣彩陽                                    | ソプラノ                                 | ○    | ○    |
| やなぎなぎ                                  | アクアテラリウム                         |      | ○    |
| やなぎなぎ                                  | 無形のアウトライン                       |      | ○    |
| 石田燿子                                    | INFINITY 〜あの日を越えて〜              |      | ○    |
| 緒方恵美                                    | 「僕は」                                 | ○    | ○    |
| 内田真礼                                    | 創傷イノセンス                           | ○    |      |
| JUNNA                                       | 我は小説よりも奇なり                     | ○    |      |
| JUNNA                                       | 眠らされたリネージュ                     | ○    | ○    |
| 吉野裕行                                    | 今夜ギターの弦をぜんぶ替えて             | ○    | ○    |

## タイアップ
| 楽曲                         | タイアップ                                                                                  |
| ---------------------------- | ------------------------------------------------------------------------------------------- |
| Like an angel                | テレビ東京系列テレビアニメ『高橋留美子劇場 人魚の森』オープニングテーマ                     |
| 雨の日に恋をした             | TBS系列『ランク王国』2003年12月度オープニングテーマ                                         |
| 美しければそれでいい         | テレビ東京系テレビアニメ『シムーン』オープニングテーマ                                      |
| 涙                           | GyaOオリジナルWebアニメ『幕末機関説 いろはにほへと』挿入歌                                  |
| アンインストール             | 全国UHF4局テレビアニメ『ぼくらの』オープニングテーマ                                        |
| Little Bird                  | 全国UHF4局テレビアニメ『ぼくらの』第1クールエンディングテーマ                               |
| Vermillion                   | 全国UHF4局テレビアニメ『ぼくらの』第2クールエンディングテーマ                               |
| ロストイノセント             | 全国UHF4局テレビアニメ『ぼくらの』総集編挿入歌                                              |
| 1/2                          | TBS・BS-i系テレビアニメ『逮捕しちゃうぞ フルスロットル』エンディングテーマ                  |
| Prototype                    | MBS・TBS系テレビアニメ『機動戦士ガンダム00』セカンドシーズン第1エンディングテーマ           |
| squall                       | MBS・TBS系テレビアニメ『機動戦士ガンダム00』イメージソング                                  |
| First Pain                   | NHK教育テレビアニメ『エレメントハンター』オープニングテーマ                                 |
| 落涙                         | MBS・TBS系テレビアニメ『戦国BASARA』第6話挿入歌                                             |
| 逆光                         | Wii・PlayStation 3用ゲームソフト『戦国BASARA3』エンディングテーマ                           |
| 涙腺                         | MBS・TBS系テレビアニメ『戦国BASARA弐』第3話挿入歌                                           |
| もう何も怖くない、怖くはない | 松竹配給アニメ映画『劇場版 機動戦士ガンダム00 -A wakening of the Trailblazer-』挿入歌       |
| 不完全燃焼                   | テレビ東京系テレビアニメ『神様ドォルズ』オープニングテーマ                                  |
| スイッチが入ったら           | テレビ東京系テレビアニメ『神様ドォルズ』エンディングテーマ                                  |
| 夏の庭                       | テレビ東京系テレビアニメ『神様ドォルズ』第7話挿入歌                                         |
| The Giving Tree              | PSP用ゲームソフト『幻想水滸伝 紡がれし百年の時』主題歌                                      |
| サヨナラっていう             | UHF系各局放送テレビアニメ『銀河機攻隊 マジェスティックプリンス』第1クールエンディングテーマ |
| Respect Me                   | UHF系各局放送テレビアニメ『銀河機攻隊 マジェスティックプリンス』第19話エンディングテーマ    |
| その逆                       | UHF系各局放送テレビアニメ『銀河機攻隊 マジェスティックプリンス』第24話挿入歌                |
| 青の中の青                   | 舞台『戦国BASARA3 宴弐』テーマソング                                                        |
| 前夜                         | 舞台『戦国BASARA3 宴弐』挿入歌                                                              |
| 北極星 〜ポラリス〜          | 日本テレビ系テレビアニメ『戦国BASARA Judge End』エンディングテーマ                          |
| ヘブンリーブルー             | PlayStation 3・PlayStation 4用ゲームソフト『戦国BASARA4 皇3』エンディングテーマ             |
| 雪が眠るとき                 | 舞台『Sin of Sleeping Snow』テーマソング                                                    |
| 100ある嘘の99                | ライブ『ART&MUSIC』テーマソング                                                             |
| 終盤のシークエンス           | 斬劇『戦国BASARA 蒼紅乱世』テーマソング                                                     |